# Анбангбанг-Биллабонг
Анбангбанг-Биллабонг (англ. Anbangbang Billabong) — озеро-биллабонг на Северной территории в Австралии, расположенное между скалами Навурланджа (англ. Nawurlandja Rock) и Наурланджи в национальном парке Какаду.
Озеро имеет протяжённость около 2,5 км и является домом для многих видов птиц. В утренние часы на берегах можно наблюдать сумчатых валлаби.